# Phaonia harti
Phaonia harti är en tvåvingeart som beskrevs av Malloch 1923. Phaonia harti ingår i släktet Phaonia och familjen husflugor. Inga underarter finns listade i Catalogue of Life.